# Östergötlands runinskrifter 203
Östergötlands runinskrifter 203 är en runsten som står intill kyrkogården vid Veta kyrka nära Mantorp i Mjölby kommun. Den stod tidigare i Gottlösa, ett par kilometer längre norrut i samma socken, men flyttades därifrån 2007 i likhet med Ög 202, som står strax intill. Materialet är röd granit. Stenen har stora skador på ristningens vänstersida och nedre del. 
Ristningen dateras till 1000-talet. Den innehåller en stungen i-runa. Innanför runslingan finns ett kors.

## Translitteration
I translittererad form lyder vad man känner till av stenens inskrift:
...R * k-k- (r)(i)(s)(t)(i) stin * þensi * ... uiurn * sui ...

Idag återstår emellertid inte mycket mer än de ord som här har markerats med understrykning.

## Översättning
På dagens svenska blir stenens meddelande:
"...reste denna sten efter Vibjörn sin son"